# Slag bij Camlann
De Slag van Camlann was een slag die vermoedelijk bij de muur van Hadrianus plaatsvond. Dit zou de laatste strijd zijn geweest tussen koning Arthur en zijn niet-erkende zoon Mordred. In deze strijd versloeg Arthur Mordred maar takelde Mordred hem dodelijk toe. Volgens de Annales Cambriae sneuvelde Arthur in de Slag bij Camlann in 537. Volgens de Historia regum Britanniae van Geoffrey van Monmouth vond die Slag plaats in 542. Mordred was volgens deze bron de neef van Arthur. Mordred was er de zoon van koning Loth van Lothian en Noorwegen en Arthur's zuster Anna.
De overleveringen van deze slag behoren tot de sfeer van folklore, legende en mythe. Sommige historici betwijfelen of deze slag daadwerkelijk plaatsgevonden heeft. In de meest voorkomende verhalen is de slag ontstaan nadat een Ridder zijn zwaard trok om een slang te doden. Aangezien het tonen van het koude staal tegen de regels van de wapenstilstand was en het blikkerde in het zonlicht, dacht de tegenpartij dat het bestand werd beëindigd en brak de strijd los.
Oudere Welshe vertellingen zeggen dat het hier echter ging om een onenigheid tussen Arthur en Medraut (Mordred) met als inzet Arthurs vrouw Gwenhwyfar (Guinevere) en haar zus Gwenhwyfach.